# Leopold Blaschka
Leopold Blaschka (1822-1895), junto com o seu filho Rudolph Blaschka, foi um famoso artesão e ourives da Boémia.

## Actividade profissional
Leopold Blaschka foi um vidreiro de Aicha, na Boémia, região do Império Austro-Húngaro e que actualmente se situa na República Checa. Era proveniente de uma família de artesãos do vidro e ourives. No final da década de 1850, Leopold começou a usar o vidro para criar pequenas esculturas coloridas. Inicialmente, fabricava olhos de vidro para cegos e para uso na taxidermia. A sua paixão pela natureza foi aumentada durante uma viagem marítima à América durante a qual pôde admirar mais de perto a fauna marinha. Isto levou-o a esculpir delicadas réplicas de plantas e animais.
O estudo minucioso de plantas e animais estava na moda no Século XIX sendo que os naturalistas pretendiam modelos em três dimensões, tanto para a investigação científica como para exposição em museus. Camille de Rohan, um aristocrata apaixonado por botânica, ouviu falar do trabalho de Blaschka e encomendou-lhe cem peças de vidro para a sua colecção de orquídeas. Mais tarde, o conservador do Museu de História Natural de Dresden encomendou-lhe uma série de anémonas de vidro para serem expostas num aquário. A precisão na forma, dimensão e cor dos modelos fabricados deram fama a Blaschka, que resolveu passar a trabalhar naquela cidade alemã. O seu trabalho era cada vez mais reconhecido, passando a receber encomendas de maior importância, tal como a efectuada pelo Museu de História Natural de Londres de cem reproduções de animais aquáticos.
Por volta de 1880, a oficina onde Leopold e o seu filho Rudolph trabalhavam produzia perfeitos e belíssimos exemplares em vidro de medusas, caracóis, anémonas, lulas e polvos destinados a museus, universidades, aquários e instituições científicas em todo o mundo. Para criarem os seus modelos, os Blaschka baseavam-se nas ilustrações dos livros de história natural ou nas suas próprias memórias de crustáceos, protozoários, corais e moluscos autênticos. No entanto, com os proventos cada vez maiores da sua actividade, instalaram um aquário na sua casa de Dresden para poderem observar os modelos reais.

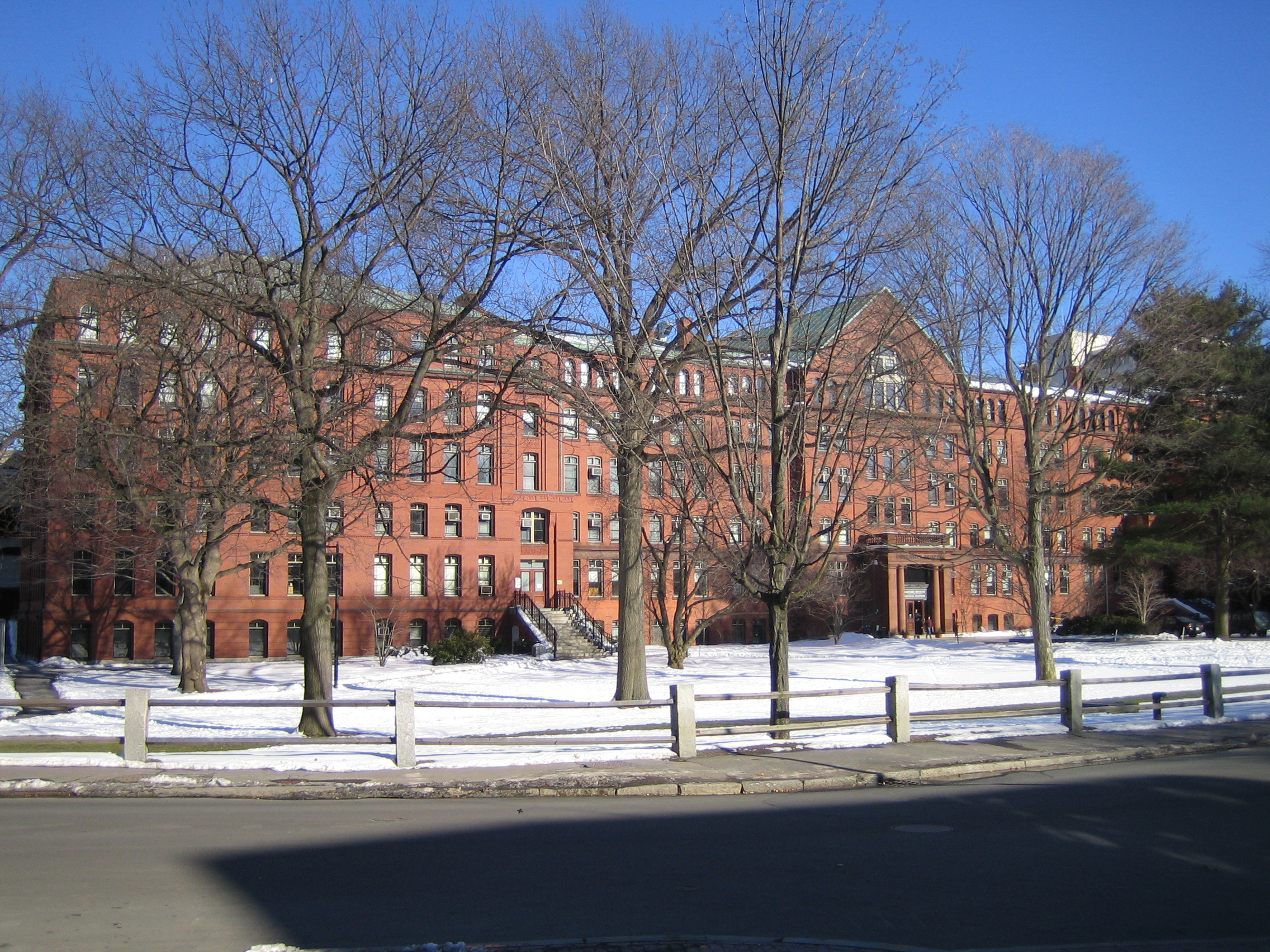
Várias obras dos Blaschka podem ser observadas no Museu de História Natural de Harvard, nos EUA.

A técnica usada para realizar as esculturas de vidro era completamente artesanal. Pai e filho fabricavam as minúsculas peças de vidro que sopravam depois ao fogo e fixavam com colas animais e vegetais. Pintavam à mão cada exemplar, utilizando esmaltes naturais. A partir de 1890, os Blaschka passaram a dedicar-se mais intensamente à criação de plantas de vidro para o Museu Botânico da Universidade de Harvard com o qual assinaram um acordo de exclusividade. Hoje, no Museu de História Natural daquela instituição norte americana, pode ser vista a célebre The Ware Collection of Blaschka Glass Models of Plants, com milhares de modelos em vidro de plantas e flores. Após a morte de Leopold, em 1895, o seu filho Rudolph prosseguiu a tarefa e chegou a produzir mais de quatro mil réplicas de flores exóticas. Infelizmente, veio a morrer sem deixar descendência ou aprendizes que pudessem continuar o trabalho. A arte extraordinária dos Blaschka morreu com eles.
As obras artísticas de extremo rigor e valor científico encontram-se em museus de Londres, Aberdeen, Viena, Berlim e em muitas outras grandes cidades mundiais. Existe ainda a Casa Blaschka de Dresden, onde se homenageia o trabalho daqueles artesãos.

### Em inglês
- Páginas do Museu do Design de Londres sobre a vida e obra dos Blaschka
- The Ware Collection of Blaschka Glass Models of Plants Harvard website
- Invertebrate Models at Cornell University
- "Glass Flowers bloom again at HMNH", Harvard University Gazette
- "'Glass Flowers' gallery to close for renovations", Harvard University Gazette
- "Care for Glass Flowers branches out: Natural History Museum's fragile flowers get needed cleaning and repair", Harvard University Gazette
- "These creatures see dusty duty: Obscure cousins of the Glass Flowers depict denizens of the deep", Harvard University Gazette
- "Eclipsed for decades, Harvard's glass animals step out", Harvard University Gazette